# Vitamia
Vitamia è un album di Gianmaria Testa, pubblicato nel 2011, con etichetta Produzioni Fuorivia / EGEA / Harmonia Mundi.

## Tracce
1. Nuovo – 3:18
2. Lasciami andare – 3:46
3. Lele – 5:08
4. Dimestichezze d'amor – 3:30
5. Cordiali saluti – 3:24
6. 18 mila giorni – 4:35
7. Aquadub – 1:14
8. Sottosopra – 3:49
9. 20 mila leghe (in fondo al mare) – 5:39
10. Di niente, metà – 4:20
11. La giostra – 2:49

## Formazione
- Gianmaria Testa - voce, chitarra
- Claudio Dadone - chitarra, mantice
- Giancarlo Bianchetti - chitarra
- Nicola Negrini - contrabbasso, basso
- Philippe Garcia - batteria, pianoforte, glokenspiel
- Roberto Cipelli - pianoforte, piano Rhodes
- Luciano Biondini - fisarmonica
- Carlo De Martini - violino, viola
- Mario Brunello - violoncello
- Gianluca Petrella - trombone